# Виолетов мурекс
Виолетовите мурекси (Bolinus brandaris) са вид коремоноги от семейство Muricidae.
Таксонът е описан за пръв път от Карл Линей през 1758 година.

## Подвидове
- Bolinus brandaris brandaris